# Guinevere

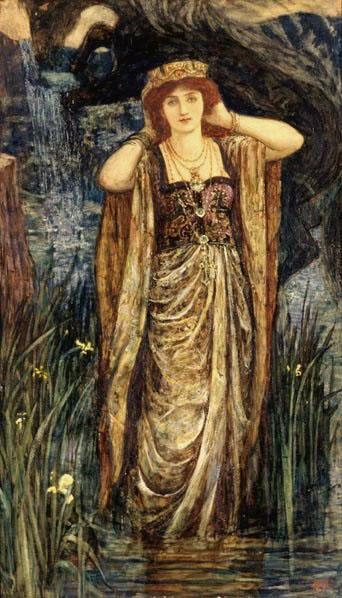
Guinevere, pictură de Henry Justice Ford (c.1910)

Guinevere a fost soția legendarului rege Arthur.
Conform tradiției literare și folclorice, a avut o relație sentimentală cu cavalerul Lancelot.
Această poveste de dragoste este descrisă în poemul epic a lui Chrétien de Troyes intitulat Lancelot, le Chevalier de la Charrette și, considerată un act de trădare față de Arthur, a condus la decăderea regatului.
Conform legendelor din ciclul "Cavalerii Mesei Rotunde", Guinevere era o femeie frumoasă, cu trăsături fine, părul negru, ochii verzi.
Cavalerul Lancelot și regina Guinevere devin amanți și trăiesc împreună o scurtă poveste de iubire, care se înscrie în tradiția acelei "dragoste de curte" specifică evului mediu.
Regele Arthur o condamnă pe regină la ardere pe rug.
Lancelot fuge pentru a scăpa de răzbunarea regelui, dar se întoarce în ziua execuției pentru a o salva pe regină.
Finalul idilei dintre Lancelot și Guinevere rămâne necunoscut.
De asemenea acest cuplu este menționat de Dante Alighieri în opera sa "Divina Comedie" .În versurile 73-142 din cântul v secvența unde Francesca da Rimini îi povestește lui Dante cum a început idila sa cu Paolo Malatesta în timp ce citeau povestea lui Lancelot și Guinevere.